# 童受

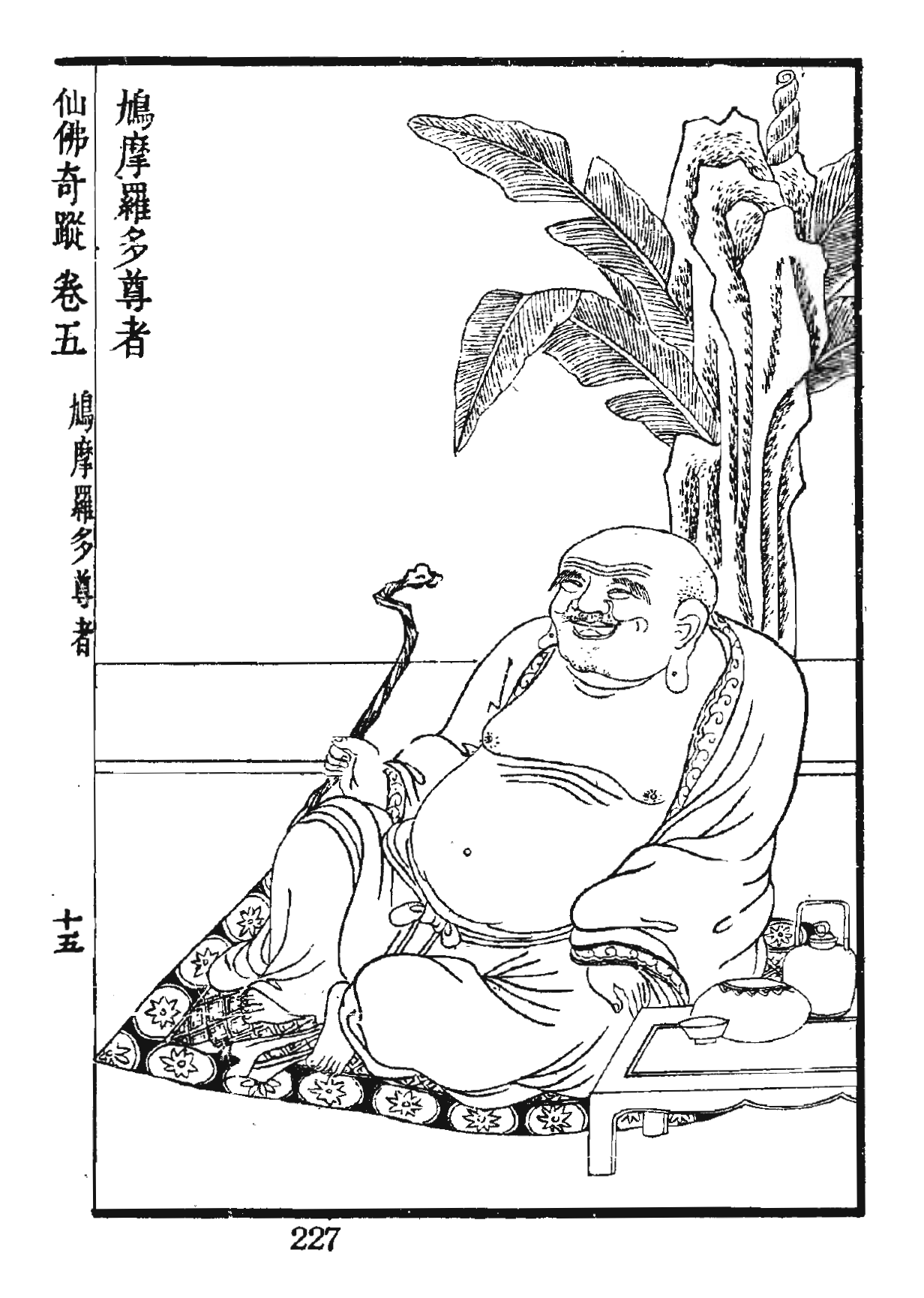
鳩摩羅多尊者

童受論師（生卒年不詳），音譯為鳩摩羅多、拘摩羅邏多、鳩摩羅羅陀、鳩摩羅馱、究摩羅陀，意译作童受、童首、豪童、童子。印度部派佛教著名論師，出自說一切有部，與提婆同時，被推崇為經量部的創始者。禪宗尊其為印度第十九祖，天台宗尊其為印度第十八祖。

## 生平
他出身印度罽賓呾叉始羅國，在說一切有部中出家，成為名聞印度的著名論師，在當時與馬鳴、提婆、龍猛齊名，號稱四日照世。朅盤陁國（位於現今中亞塔什庫爾干地區）的無憂王，因為仰慕他，出兵攻打呾叉始羅國，威脅他們交出童受論師。童受於是到達中亞地區，在此傳教。

## 影響
童受擅長用比喻與文學手法來傳播佛教，他以及他的跟隨者被稱呼為譬喻師（Dārṣṭāntika）。在《大毗婆沙論》被集結建立之後，《大毗婆沙論》成為說一切有部的主流學說。在譬喻師之中，形成反對的力量，認為應該以修多羅（經）作為標準，不支持《大毗婆沙論》，因而形成經量部。

## 著作
童受著有《喻鬘論》等數十部著作，現今都已失傳。現代學者根據出土《大莊嚴經論》梵文殘本所題作者，和此論提及了迦膩色迦王（大約公元127年–163年）和印度-塞人王國盧陀羅達摩王（大約公元130年–150年），稱本論的作者其實不是馬鳴，而是鳩摩羅陀作。